# مارکو بالارینی
مارکو بالارینی (انگلیسی: Marco Ballarini؛ زادهٔ ۲۸ مارس ۲۰۰۱) بازیکن فوتبال است.